# Championnat d'Écosse de football 1896-1897
Navigation
Édition précédente Édition suivante
La 7e édition du championnat d'Écosse de football est remportée par le Heart of Midlothian. C’est le deuxième titre national du club d’Édimbourg. Il gagne avec deux points d’avance sur Hibernian FC. Les Rangers FC complètent le podium.
À la fin de la 6e saison, Dumbarton FC voit son engagement non reconduit par les clubs de première division. Le tout premier champion d’Écosse quitte ainsi l’élite écossaise. Abercorn FC, après avoir gagné la deuxième division fait son grand retour en première division.. 
Avec 12 buts marqués, Willie Taylor de Heart of Midlothian remporte le titre de meilleur buteur du championnat.

## Les clubs de l'édition 1896-1897
| Club                              | Ville      |
| --------------------------------- | ---------- |
| Abercorn Football Club            | Paisley    |
| Celtic Football Club              | Glasgow    |
| Clyde Football Club               | Rutherglen |
| Dundee Football Club              | Dundee     |
| Heart of Midlothian Football Club | Édimbourg  |
| Hibernian Football Club           | Leith      |
| Rangers Football Club             | Glasgow    |
| St Bernard's Football Club        | Édimbourg  |
| Saint Mirren Football Club        | Paisley    |
| Third Lanark Athletic Club        | Glasgow    |

## Compétition

### Classement
Le classement est établi sur le barème de points classique (victoire à 2 points, match nul à 1, défaite à 0).
| Rang | Équipe                     | Pts | J  | G  | N | P  | Bp | Bc | Diff |
| ---- | -------------------------- | --- | -- | -- | - | -- | -- | -- | ---- |
| 1    | Heart of Midlothian        | 28  | 18 | 13 | 2 | 3  | 47 | 22 | +25  |
| 2    | Hibernian FC               | 26  | 18 | 12 | 2 | 4  | 50 | 20 | +30  |
| 3    | Rangers FC                 | 25  | 18 | 11 | 3 | 4  | 64 | 30 | +34  |
| 4    | Celtic FC                  | 24  | 18 | 10 | 4 | 4  | 42 | 18 | +24  |
| 5    | Dundee FC                  | 22  | 18 | 10 | 2 | 6  | 38 | 30 | +8   |
| 6    | Saint Mirren               | 19  | 18 | 9  | 1 | 8  | 38 | 29 | +9   |
| 7    | St Bernard's Football Club | 14  | 18 | 7  | 0 | 11 | 32 | 40 | -8   |
| 8    | Third Lanark AC            | 11  | 18 | 5  | 1 | 12 | 29 | 46 | -17  |
| 9    | Clyde FC                   | 8   | 18 | 4  | 0 | 14 | 27 | 65 | -38  |
| 10   | Abercorn FC                | 3   | 18 | 1  | 1 | 16 | 21 | 88 | -67  |

|  | Champion d'Écosse |
|  | Relégation        |

## Bilan de la saison
| Tableau d'Honneur                |                     |
| Compétition                      | Vainqueur           |
| Championnat d'Écosse de football | Heart of Midlothian |
| Coupe d'Écosse de football       | Rangers FC          |

| Promotions et relégations |                               |
| Promus                    | Partick Thistle Football Club |
| Relégués                  | Abercorn FC                   |

## Statistiques

### Meilleur buteur
- Willie Taylor, Heart of Midlothian, 12 buts